# Le Château de la Belle au Bois Dormant
Le Château de la Belle au Bois Dormant är en byggnad centralt placerad i nöjesparken Disneyland Park i Frankrike.
Slottet består av två delar: En grottliknande del där en konstgjord drake bor och en balkong och passage genom slottet med motivmålade fönster med bilder från Törnrosa. Där finns också ett antal butiker som bland annat säljer glasfigurer.